# EKA
EKA (скорочення від англ. Embedded Karmarkar Algorithm — вбудований алгоритм Кармаркара; в перекладі зі санскриту «Eka» — «один») — суперкомп'ютер, створений в Computational Research Laboratories (дочірній підрозділ Tata Consultancy Services) з технічною допомогою та на базі апаратного забезпечення Hewlett-Packard.

## Характеристики
В EKA використано 14352 процесорних ядер у процесорах Intel Xeon X5365. Основні внутрішні з'єднання виконано за допомогою Infiniband 4x DDR. EKA займає площу 4000 кв. футів. Комп'ютер створено з використанням готових компонентів виробництва Hewlett-Packard, Mellanox Technologies та Voltaire. Обладнання змонтовано за 6 тижнів.

## Рейтинг
На момент запуску був 4-м за продуктивністю суперкомп'ютером у світі та 1-м в Азії. Станом на 16 вересня 2011 займав 58 місце в TOP500.